# Rádio Macau
Rádio Macau ist eine portugiesische Alternative Rock/Pop-Band aus dem Großraum Lissabon.

## Geschichte
Die bereits zusammen in einem Haus in Algueirão-Mem Martins (Großraum Lissabon) lebenden Xana, Flak und Alex spielten ab 1983 als Rádio Macau zusammen, nachdem Alex und Flak seit 1980 bereits unter dem Bandnamen Crânio zusammen Musik machten (mit einem anderen Sänger). Mit dem Keyboarder Filipe Valentim und dem Schlagzeuger Emanuel Ramalho komplettierte sich die Band und begann Konzerte zu geben. Insbesondere nach Auftritten im Lissabonner Rock Rendez-Vous wurden die Musikpresse und das Publikum aufmerksam auf die Band, und nach einem ersten Demoband wurde ihr Stück A Noite („Die Nacht“) vom Sender Rádio Renascença gespielt. Es folgte ein Schallplattenvertrag der EMI / Valentim de Carvalho. Im Juni 1984 erschien ihr Debüt-Album, dem 1985 die Single A Vida Num Só Dia (deutsch etwa: „Das ganze Leben in einem einzigen Tag“) folgte. Nachdem die Erstauflage schnell vergriffen war, wurde sie erneut aufgelegt, diesmal als Single und als Maxisingle. Im Mai 1986 brachten sie ihr zweites Album heraus, Spleen, produziert von Carlos Maria Trindade. Im Anschluss spielten sie eine Reihe Konzerte, erstmals auch im Ausland, darunter Berlin, Thessaloniki und 14 Auftritte in Spanien.
Mit ihrem 1987 erschienenen Album O Elevador da Glória („Der Aufzug des Ruhms“, der mehrdeutige Titel spielt mit der Bezeichnung einer der Standseilbahnen in Lissabon) gelang der Band dann der Durchbruch. Die eingängiger gehaltenen Stücke wurden viel in den Radios gespielt und das Album wurde ihre meistverkaufte Platte. Neben dem Titelstück wurde besonders O Anzol ("Der Angelhaken") populär. Die Single wurde 1988 als Remix-Maxisingle neu veröffentlicht. Auch das 1989 folgende Album O Rapaz do Trapézio Voador ("Der Junge des Luft-Trapezes") war erfolgreich, insbesondere mit den Stücken Hoje é a Brincar ("Heute ist es nicht ernst") und Amanhã é Sempre Longe Demais ("Morgen ist immer zu weit weg"). Das 1991 von der Band selbst veröffentlichte Album Disco Pirata ist eine Zusammenstellung verschiedener besonderer Liveaufnahmen der Band, wobei der Titel die portugiesische Bezeichnung für Bootleg ist und die zu der Zeit verstärkt kursierenden, inoffiziellen und meist illegalen Konzertmitschnitte parodierte.
Disco Pirata war gegen den Willen ihrer Plattenfirma erschienen und der Vertrag wurde beendet. Mit ihrem nächsten Album A Marca Amarela ("Das gelbe Zeichen") wechselten sie zur BMG (heute Sony BMG). Das Album erreichte Silberstatus.

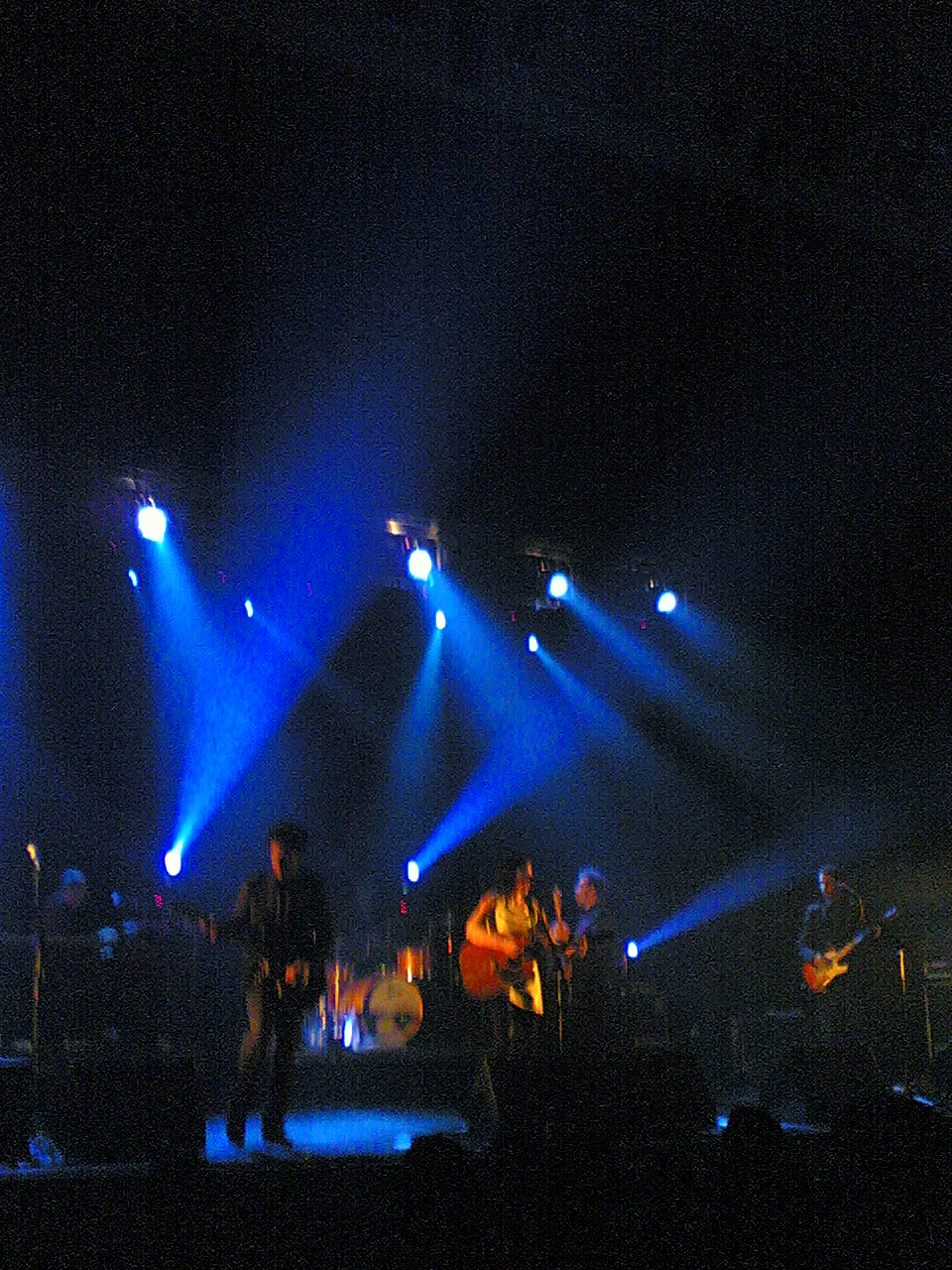
Rádio Macau in Santa Maria da Feira 2008

Nach weiteren Konzerten gab die Band 1993 ihre Auflösung bekannt, begründet mit der Erschöpfung der Gruppe. Einige Bandmitglieder wurden in der Folge bei anderen Projekten tätig, insbesondere Flak, während Xana 1994 und 1998 Soloalben veröffentlichte. 1998 kamen Rádio Macau wieder zusammen. Sie beteiligten sich 1999 an dem Tribut-Projekt für die Band Xutos & Pontapés. 2000 traten sie wieder live auf und veröffentlichten ihr Album Onde o Tempo Faz a Curva ("Wo die Zeit eine Kurve macht"). Erstmals benutzten sie dabei teilweise elektronische Musik. Nach einer Best of-Zusammenstellung und einem 2003 veröffentlichten neuen Album erschien 2008 ihr achtes Album Oito ("8"). Es überraschte durch einfach gehaltene, dabei vielschichtige und harmonische Stücke und erreichte in der Folge die Top 10 der portugiesischen Verkaufscharts.
Auf Grund der Stimme, des Aussehens und des Auftretens der Sängerin Xana, aber auch wegen einiger musikalischer Parallelen, wurden Rádio Macau anfangs gelegentlich mit The Pretenders verglichen. Und ähnlich wie diese traten sie, trotz ihrer Verkaufserfolge, stets als Independent-Band auf. So handelten ihre Texte oft von den Schwierigkeiten, sich in der Gesellschaft einzufügen oder einen Sinn im angepassten Leben zu finden. Auch ihr Auftreten war nicht das von Rockstars, sondern war auf die Musik und das entsprechende Lebensgefühl gerichtet, ohne dass die Musiker die Öffentlichkeit außerhalb der Bühne suchten.

## Diskografie
| Alben - 1984 – Rádio Macau - 1986 – Spleen - 1987 – O Elevador da Glória - 1989 – O Rapaz do trapézio voador - 1991 – Disco Pirata - 1992 – A Marca amarela - 2000 – Onde o tempo faz a curva - 2001 – A Vida num só Dia – Best Of (1984–2001) - 2003 – Acordar - 2005 – Disco pirata (Neuauflage) - 2008 – 8 (Teilauflage mit DVD) | Singles - 1985: A Vida Num Só Dia / Instr. - 1985: A Vida Num Só Dia (Maxisingle) - 1987: O Elevador da Glória (Maxisingle) - 1988: O Anzol / O Homem A Quem Chamaram Cavalo / Os Últimos Sinais (Maxisingle) - 1988: O Anzol / Os Últimos Sinais - 1989: A Última Gota De Mim - 1991: O Hábito Faz o Monstro |